# UCI Àsia Tour
L'UCI Àsia Tour és un conjunt de curses ciclistes que es disputen a l'Àsia. Forma part dels Circuits continentals de ciclisme i té lloc entre octubre i setembre de l'any següent. A partir de l'edició del 2015 es recupera la disputa per anys naturals.
Això es tradueix en diverses classificacions: una d'individual, una per equips i dues per països.
La primera edició es disputà el 2005.

## Principals curses
La taula de sota presenta les principals proves de l'UCI Àsia Tour les de categoria HC
| Nom de la cursa       | País                | Categoria |
| --------------------- | ------------------- | --------- |
| Tour de Dubai         | Emirats Àrabs Units | 2.HC      |
| Tour de Qatar         | Qatar               | 2.HC      |
| Tour d'Oman           | Oman                | 2.HC      |
| Tour de Langkawi      | Malàisia            | 2.HC      |
| Tour del llac Qinghai | R.P. de la Xina     | 2.HC      |

## Palmarès
| Temporada | Classificació individual | Classificació per equips        | Classificació per països | Classificació per països sub-23 |
| --------- | ------------------------ | ------------------------------- | ------------------------ | ------------------------------- |
| 2005      | Andrei Mizúrov           | Giant Asia Racing Team          | Kazakhstan               |                                 |
| 2005-2006 | Ghader Mizbani Iranagh   | Giant Asia Racing Team          | Iran                     |                                 |
| 2006-2007 | Hossein Askari           | Giant Asia Racing Team          | Iran                     | Corea del Sud                   |
| 2007-2008 | Hossein Askari           | Tabriz Petrochemical Team       | Japó                     | Iran                            |
| 2008-2009 | Ghader Mizbani Iranagh   | Tabriz Petrochemical Team       | Kazakhstan               | Iran                            |
| 2009-2010 | Mehdi Sohrabi            | Tabriz Petrochemical Team       | Iran                     | Iran                            |
| 2010-2011 | Mehdi Sohrabi            | Tabriz Petrochemical Team       | Iran                     | Malàisia                        |
| 2011-2012 | Hossein Alizadeh         | Terengganu                      | Kazakhstan               | Kazakhstan                      |
| 2012-2013 | Julián Arredondo         | Tabriz Petrochemical Team       | Iran                     | Hong Kong                       |
| 2013-2014 | Samad Poor Seiedi        | Tabriz Petrochemical Team       | Iran                     | Kazakhstan                      |
| 2015      | Samad Poor Seiedi        | Pishgaman Giant                 | Iran                     | Kazakhstan                      |
| 2016      | Mark Cavendish           | Pishgaman Giant                 | Iran                     | Corea del Sud                   |
| 2017      | Mauricio Ortega          | Team Ukyo                       | Kazakhstan               | Kazakhstan                      |
| 2018      | Alexey Lutsenko          | Kinan Cycling Team              | Kazakhstan               | Kazakhstan                      |
| 2019      | Alexey Lutsenko          | Terengganu Inc-TSG              | Kazakhstan               | Kazakhstan                      |
| 2020      | Alexey Lutsenko          | Team Sapura                     | Kazakhstan               | Kazakhstan                      |
| 2021      | Alexey Lutsenko          | Terengganu Cycling Team         | Kazakhstan               | Kazakhstan                      |
| 2021-2022 | Alexey Lutsenko          | Terengganu Polygon Cycling Team | Kazakhstan               | Kazakhstan                      |
| 2022-2023 | Alexey Lutsenko          | Terengganu Polygon Cycling Team | Kazakhstan               | Uzbekistan                      |
| 2023-2024 | Alexey Lutsenko          | Terengganu Cycling Team         | Kazakhstan               | Uzbekistan                      |